# Пьяченца, Мауро
Мауро Пьяченца (итал. Mauro Piacenza; род. 15 сентября 1944, Генуя, королевство Италия) — итальянский куриальный кардинал. Титулярный епископ Викторианы с 13 октября 2003 по 7 мая 2007. Титулярный архиепископ Викторианы с 7 мая 2007 по 20 ноября 2010. Председатель Папской Комиссии по культурному наследию Церкви с 13 октября 2003 по 7 мая 2007. Председатель Папской Комиссии по Священной археологии с 24 августа 2004 по 7 мая 2007. Секретарь Конгрегации по делам духовенства с 7 мая 2007 по 7 октября 2010. Префект Конгрегации по делам духовенства с 7 октября 2010 по 21 сентября 2013. Великий пенитенциарий с 21 сентября 2013 по 6 апреля 2024. Кардинал-дьякон с титулярной диаконией Сан-Паоло-алле-Тре-Фонтане с 20 ноября 2010 по 3 мая 2021. Кардинал-священник с титулярной диаконией pro hac vice Сан-Паоло-алле-Тре-Фонтане с 3 мая 2021. Президент международной католической благотворительной организации Kirche in Not с 8 декабря 2011 года.

## Биография
Пьяченца родился 15 сентября 1944 года, в Генуе. Учился в старшей архиепископской семинарии Генуи. Отправлен в Рим после своего рукоположения для завершения своего обучения, он учился в Папском Латеранском Университете, где получил докторскую степень, диплом с отличием, в каноническом праве.

## Священник
21 декабря 1969 года рукоположён во священника, в кафедральном соборе Сан-Лоренцо, в Генуе, кардиналом Джузеппе Сири — архиепископом Генуи. Инкардинирован в архиепархии Генуи. После служения приходским викарием церкви Santa Agnese e Nostra Signora del Carmine, он был исповедником старшей архиепископской семинарии Генуи и служил капелланом, а позднее апостолическим делегатом Генуэзского университета.
Пьяченца, будучи профессором канонического права, преподавал каноническое право на теологическом факультете Северной Италии, и занимал несколько других куриальных и преподавательских постов. Судья епархиальных церковных судов и в Лигурийском региональном трибунале. Пресс-атташе архиепископа. Епархиальный помощник церковного движения культурных обязательств. Профессор современной культуры и истории атеизма в Лигурийском Высшем институте религиозных исследований. Профессор догматического богословия в Епархиальном институте теологии для мирян «Didascaleion». Он также преподавал богословие в нескольких государственных лицеях.
Он был сделан каноником Генуэзского собора в 1986 году. Поступил на службу в Конгрегацию по делам Духовенства в 1990 году, и был назначен главой службы, а затем заместителем Секретаря Конгрегации по делам духовенства 11 марта 2000 года.

## Куриальный сановник
13 октября 2003 года Пьяченца был назначен председателем Папской Комиссии по культурному наследию Церкви и титулярным епископом Викторианы папой римским Иоанном Павлом II. Он получил свою епископскую ординацию 15 ноября того же года от кардинала Тарчизио Бертоне, Государственного секретаря Святого Престола и Камерленго Святой Римской Церкви, салезианца, которому помогали кардинал Дарио Кастрильон Ойос, председатель Папской Комиссии Ecclesia Dei, и епископ Кьявари Альберто Таназини. Позднее, 28 августа 2004 года, он был одновременно назначен председателем Папской Комиссии по Священной археологии.
7 мая 2007 года Пьяченца был назначен секретарём Конгрегации по делам духовенства и титулярным архиепископом (с тем же самым титулом). Как секретарь Конгрегации, Пьяченца служил вторым высшим должностным лицом в этой дикастерии под руководством кардинала Клаудиу Хуммеса.
7 октября 2010 года папа римский Бенедикт XVI принял отставку кардинала Клаудиу Хуммеса с поста префекта Конгрегации по делам духовенства, назначив его преемником архиепископа Мауро Пьяченцу — секретаря одноименной Конгрегации. Его назначение необычно, так как редко кто из сановников, прослужив секретарём Конгрегации, назначается в эту же Конгрегацию префектом.
21 сентября 2013 года назначен Великим пенитенциарием, сменив в этой должности кардинала Мануэла Монтейру де Каштру, ушедшего в отставку по достижении предельного возраста.
6 апреля 2024 года Папа Франциск назначил нового великого пенитенциария кардинала Анджело Де Донатиса, который занимал пост генерального викария Рима, отправив в отставку кардинала Майро Пьяченца.

## Кардинал
20 октября 2010 года, в ходе генеральной аудиенции, на площади Святого Петра, папа римский Бенедикт XVI объявил о назначении 24 новых кардиналов, среди них и Мауро Пьяченца. Согласно традиции архиепископ Пьяченца будет возведен в сан кардинала-дьякона на этой консистории.
20 ноября 2010 года состоялась консистория на которой кардиналу Мауро Пьяченца была возложена кардинальская шапка и он стал кардиналом-дьяконом с титулярной диаконией Сан-Паоло-алле-Тре-Фонтане. А 21 ноября состоялась торжественная Месса по случаю вручения кардинальских перстней.
3 мая 2021 года возведён в сан кардинала-священника с титулярной диаконией pro hac vice Сан-Паоло-алле-Тре-Фонтане.